# Maria-sama ga miteru
Maria-sama ga miteru (japonsky マリア様がみてる, česky Panna Marie se dívá, někdy zkracováno jako Marimite – japonsky マリみて) je série z prostředí katolické dívčí školy. Light novely Ojuki Konna, vydávané od roku 1998, se později dočkaly zpracování v podobě anime a mangy. Manga o devíti svazcích byla vydávána v letech 2003–2010 v japonském čtrnáctideníku Margaret. Ve stejném roce se začalo vysílat i anime, které je třísezónní. Druhá sezóna nese název Maria-sama ga miteru ~ Haru (japonsky マリア様がみてる〜春〜, podtitul znamená v překladu „jaro“). Od listopadu 2006 bylo uvedeno do prodeje 5 OVA dílů.

## Příběh
Příběh je zasazen do katolické dívčí střední školy, která je součástí vzdělávacího komplexu Lilian. Absolventky těchto škol jsou respektované a chtěné pro jejich dobré způsoby. Většina studentek pochází z bohatších kruhů, kde je záležitostí prestiže poslat svého potomka do této školy.
Škola dbá na tradice a mezi jednu z nich patří soeur systém („soeur“ je francouzsky sestra). Jeho cílem je usnadnit dívkám studentský život. Studentka 2. nebo 3. ročníku („grande soeur“, velká sestra) daruje mladší studentce („petite soeur“, malá sestra) svůj růženec jako symbol jejich soeur, tj. sesterského, pouta. Zároveň se tím grande soeur zavazuje k dohlížení nad petite soeur. Na školních pozemcích se nachází i Jamajurikai (Rada Horské Lilie), obdoba studentské rady. Ta je tvořena třemi Růžemi – Rosou Chinensis, Rosou Giganteou a Rosou Foetidou. Těmi se obvykle stávají studentky z 3. ročníku. S chodem rady jim pomáhají jejich petite soeur, nazývané Rosa Chinensis\Foetida\Gigantea en bouton („bouton“ je francouzsky poupě). Jejich petite soeur se říká Rosa Chinensis\Foetida\Gigantea en bouton petite soeur (malá sestra poupěte Růže).
Vše začíná ve chvíli, kdy studentka 2. ročníku Sačiko Osagawara prohlásí před členkami Jamajurikai prvačku Jumi Fukuzawu za svou petite soeur. Učinila tak jen ze zoufalé potřeby vyhnout se účinkování ve školní hře, kdy by se musela setkat se svojí velkou slabinou – předsedou chlapecké školy Hanadera.
Zatímco první díly Maria-sama ga miteru zaměřují pozornost na potenciální soeur pár Sačiko Osagawaru a Jumi Fukuzawu, časem se diváci blíže seznámí i s ostatními studentkami, převážně členkami Jamajurikai.

## Postavy
Tento výčet popisuje vývoj postav převážně z 1. sezóny anime a prvních tří svazků mangy.

### Rodina Rosy Foetida

#### Eriko Torí
Seijú: Hitomi Nabatama
Rosou Foetidou se stala ve 3. ročníku. Je velmi tvrdohlavá, vcelku nemluvná a má strach ze zubařů. Jako jediná potká během série muže, jehož si bude chtít vzít.

#### Rei Hasekura
Seijú: Šizuka Itó
Rosa Foetida en bouton. Tato druhačka je pro svůj chlapecký (bišónen) vzhled přezdívána Pan Lillian. Protože má atletickou postavu a navštěvuje školní kendó kroužek, ostatní studentky ji berou jako dominantní a cílevědomou. Kendu se věnuje, jelikož její rodina vlastní kendo klub. Mezi její koníčky patří čtení šódžo novel, pletení a vaření. Velmi lpí na svojí petite soeur Jošino Šimazu.

#### Jošino Šimazu
Seijú: Haruna Ikezawa
Rosa Foetida en bouton petite soeur, studentka 1. ročníku a sestřenice Rei Hasekury. Od narození má srdeční problémy, díky kterým často chybí ve škole. Později se rozhodne pro operaci, která jí pomůže. Do Lillianu chodí, stejně jako Rei Hasekura, již od dětství. Stejně jako Rei Hasekura je souzena podle svého vzhledu. Navzdory obecnému mínění, že je domácí typ, ráda čte knihy o samurajích, sleduje kendo a jejím oblíbeným příslovím je „Ten, kdo vykročí první, má zaručený úspěch“. Žárlí na všechny, kdo jsou v bližším kontaktu s Rei Hasekurou. Dobrá kamarádka Jumi Fukuzawy a později členka školního kendó kroužku.

### Rodina Rosy Gigantei

#### Sei Sató
Seijú: Maguma Tojoguči
Rosa Gigantea, studentka 3. ročníku. Na první pohled zaujme veselou povahou, která je mezi členkami Jamajurikai neobvyklá. Má „západní rysy“, což jsou mimo jiné blonďaté vlasy. Bývalá Rosa Gigantea si ji vybrala za svou petite soeur, protože se jí líbil její nejaponský obličej. Sató Sei si svojí soeur Šimako Tódó vybere až v posledním ročníku. Jejich soeur svazek bere v rozporu s principem soeur systému jako jakousi úmluvu bez závazků. Během 2. ročníku potká Šiori Kubo, která se stane její první láskou. Ráda pošťuchuje Jumi Fukuzawu a dobírá si Sačiko Ogasawaru, se kterou se přátelí. Nemá ráda jinanové ořechy.

#### Šimako Tódó
Seijú: Mamiko Noto
Rosa Gigantia en bouton, studentka 1. ročníku a blízká přítelkyně Jumi Fukuzawy. Šimako Tódó se netradičně stala poupětem jako prvačka. Šimako má tendence se podceňovat a pochybovat o svojí úloze jako petite soeur. Tento vnitřní démon se více projeví při volbě následující Rosy Gigantei. V Jamajurikai se zdržuje, podle vlastních slov, v podstatě jenom kvůli svojí grande soeur. Má ráda jinanové ořechy a nerada je vidí rozšlápnuté. Protože je prvačka, nemá petite soeur.

#### Noriko Nidžó
Seijú: Kaori Šimizu

### Rodina Rosy Chinensis

#### Jóko Mizuno
Seijú: Emi Šinohara
Rosa Chinensis a studentka 3. ročníku. Typickými povahovými rysy Jóko Mizuno jsou neústupnost a velmi dobrá manipulace s ostatními. Svojí petite soeur – Sačiko Ogasawaru – si vybrala kvůli její nedostupnosti, jako výzvu. Je dobrá kamarádka Sei Sató, které pomohla během 2. ročníku. Jumi Fukuzawu bere jako pozitivní změnu pro Sačiko. Je schopná a mezi Růžemi zaujala polohu jakéhosi vůdce.

#### Sačiko Ogasawara
Seijú: Miki Itó
Rosa Chinensis en bouton a studentka 2. ročníku. Pochází z bohaté rodiny s několikasetletou tradicí. Protože rodina postrádá mužského následovníka, rodiče přijali za svého jejího bratrance Masaru Kašiwagaki, kterého si Sačiko musí po dostudování vzít. Již od dětství byla vytížená jak školou, tak hodinami s domácím učitelem. Během 1. ročníku se začala věnovat pouze Jamajurikai a školním povinnostem. Mezi studentkami je známá pro svůj odpor k neupraveným uniformám. Stejně jako ostatní členky Jamajurikai je obdivována, ale většina studentek se jí bojí kvůli její vážnosti. Umí aranžovat květiny, tančit klasické tance a mluvit plynule anglicky. Ráda pomáhá svojí grande soeur a nerada prohrává.

#### Jumi Fukuzawa
Seijú: Kana Ueda
Rosa Chinensis en bouton petite soeur a studentka 1. ročníku. Je pověstná svými grimasami, které nedokáže ovládat, a tím pádem je na ní poznat jakákoliv nálada či myšlenka. Velmi brzy si najde ve škole přátele. Sačiko Ogasawaru tajně obdivovala již předtím, než se s ní setkala. Stejně jako Šimako Tódó trpí nízkým sebevědomím a pochybnostmi o svojí kompetenci být petite soeur Sačiky. Ráda pomáhá ostatním a hlasitě protestuje proti přílišné náklonnosti Sei Sató. Pro svoje dobré srdce a různorodé grimasy je mezi členkami Jamajurikai oblíbená.

## Zajímavosti
- Marimite je stejně jako plno jiných anime/manga sérií obohacena o tvorbu fanoušků, tj. o dódžinši mangy nebo novely a dódžin hry. Mezi mangy patří například sbírka Gokigenjó, Premier nebo Princess of Thorns. Mezi hry (v japonštině) pak Rosa Chinesis Four Hand, Lilian Fourhand: Nuclear Soeur the Fighter nebo Maribato.
- Japonský výraz juri (japonsky 百合, v překladu „lilie”) je mimo jiné označení pro tvorbu týkající se intimního vztahu dvou žen. Obecně pak pro čistotu a nevinnost.
- Škola Lillian byla inspirována skutečnou školou Džoši-gakuin ve městě Musašino. Ačkoli je škola soukromá a pouze pro dívky, není orientována nábožensky.
- Jumi Fukuzawa má každý den ve vlasech jinou mašli.
- Jména představitelek Jamajurikai nepocházejí z francouzštiny, ale z latiny. Rosa chinensis je čínská červená růže, rosa foetida je rakouská žlutá růže a rosa gigantea indická bílá růže.
- Ve 13. díle 1. sezóny je píseň Ave Maria zpívána Rinou, dabérkou Rosy Caniny.